# NGC 463
NGC 463 es una galaxia espiral de la constelación de Piscis. 
Fue descubierta el 16 de diciembre de 1871 por el astrónomo Édouard Jean-Marie Stephan.